# Forum d'Arles
Le forum d’Arles, situé dans la ville d'Arles, en France, est la première grande réalisation urbaine vers 30-20 av. J.-C. de la colonie romaine fondée en 46 av. J.-C. pour remercier Arelate de son soutien à César.

## Histoire et description
Conformément aux usages de l’urbanisme romain, ce forum prend place à l’intersection des deux voies majeures de la cité : le Cardo maximus (nord-sud) et le decumanus (est-ouest). 

Le forum d'Arles est constitué d’une grande place dallée de 3 000 mètres carrés, dont seuls deux fragments ont été conservés. Initialement le forum est encadré par quatre portiques monumentaux joints par autant de galeries à arcades. Il est évoqué par des auteurs anciens tels que Sidoine Apollinaire en 461 qui nous en dresse une description, « encombré de colonnes et de statues».

## Cryptoportiques

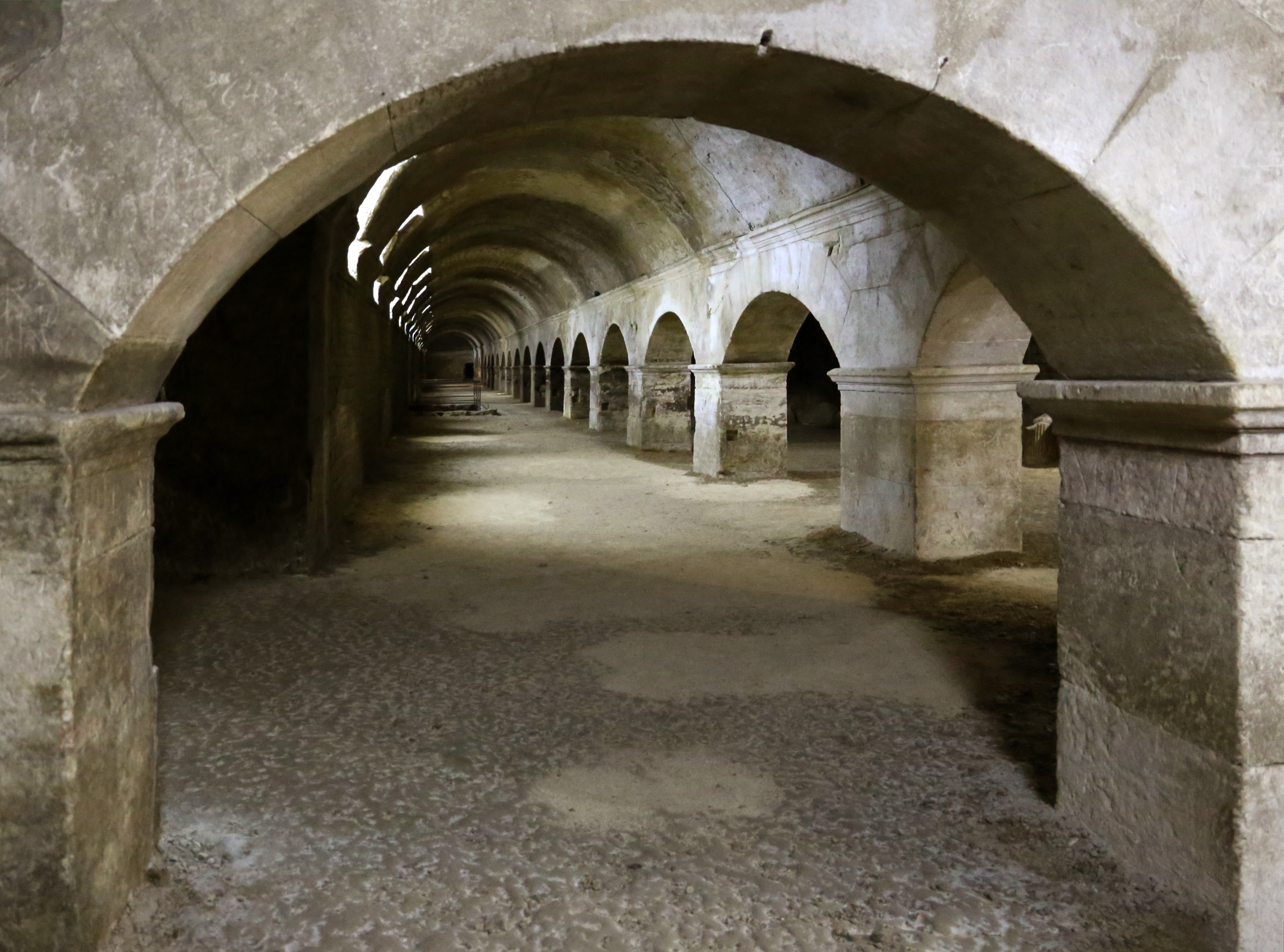
Galerie nord des cryptoportiques.

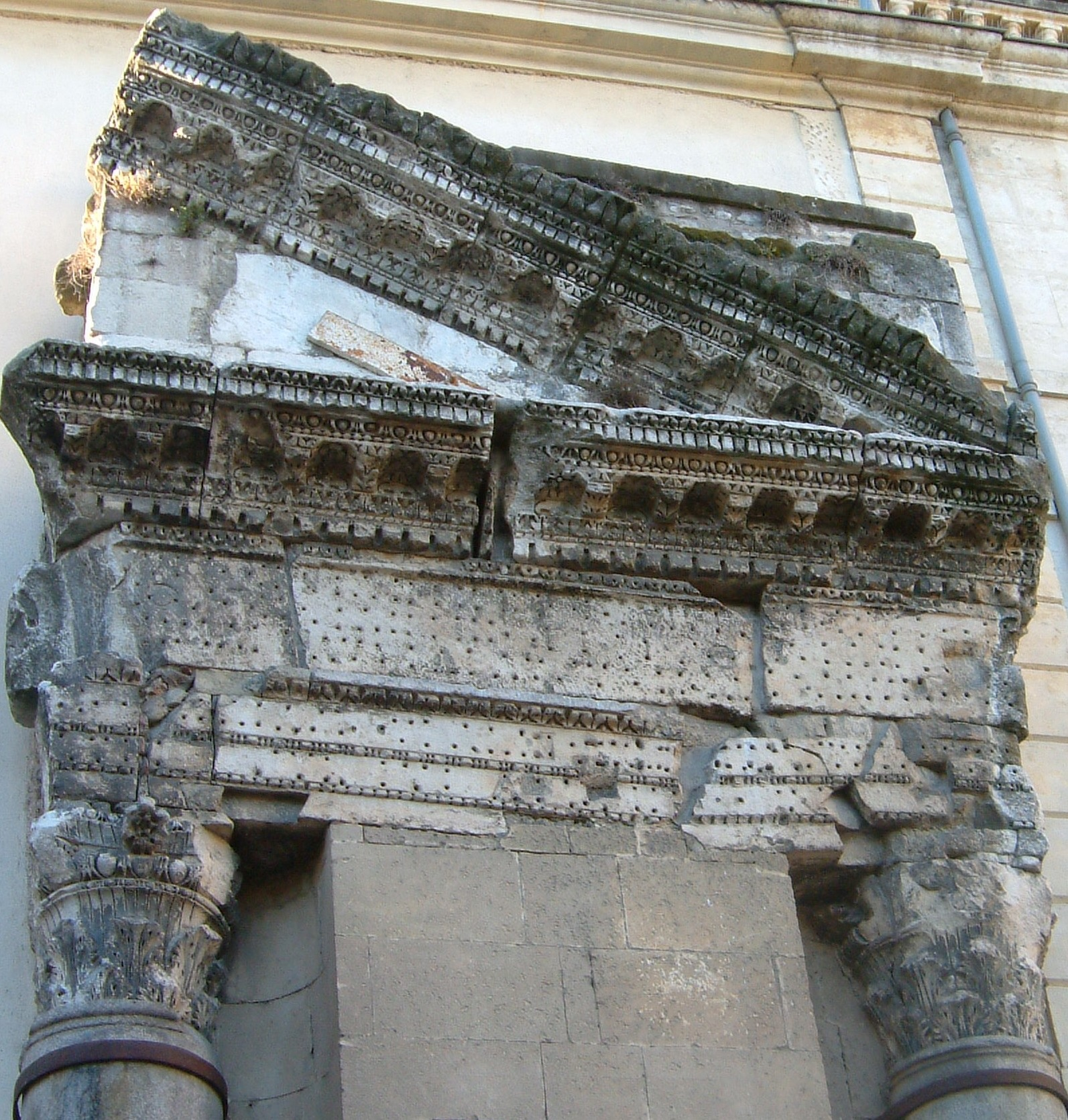
Arles : vestige du forum

L’originalité du forum d’Arles réside dans ses fondations. Il est en effet construit sur les étonnants cryptoportiques. Ces galeries de substruction répondaient à une nécessité structurelle : elles étaient destinées à compenser la déclivité de la colline de l’Hauture, de sorte que l'esplanade du forum repose sur une surface horizontale. Les cryptoportiques forment un fer à cheval de 89 m de long et 59 m de large, constitué de trois galeries, elles-mêmes divisées en deux galeries parallèles accolées larges de 3,90 m, qui communiquent entre elles par  des arches au cintre très surbaissé. en raison de la déclivité du terrain, la galerie sud, creusée dans le roc, était souterraine, tandis que la galerie nord  aboutissait à ciel ouvert. De ce côté une série de boutiques faisaient face à une place. Les cryptoportiques se distinguent par leur exécution soignée.
On leur a prêté plusieurs fonctions, qui ne résistent pas à l'examen, qu'il s'agisse d'un promenoir ou d'un espace de stockage, si l'on considère que l'édifice ne disposait que de deux portes d'accès situées au nord, fort étroites de surcroît (1,47 m). Des aménagements opérés dans l'Antiquité tardive rendent son usage comme grenier à cette époque plus plausible.
En 1951, on a découvert à l'extrémité est de la branche nord des cryptoportiques un dépotoir d'éléments architecturaux en marbre, probablement destinés à être brûlés dans un four à chaux. Parmi ces éléments se trouvait une copie en marbre du bouclier d'or (clipeus virtutis), hommage décerné par le Sénat romain à Octave en 27 av. J.-C. La copie, qui date de 26 av. J.-C., fut érigée sur le forum d'Arles.

## Monument à exèdre

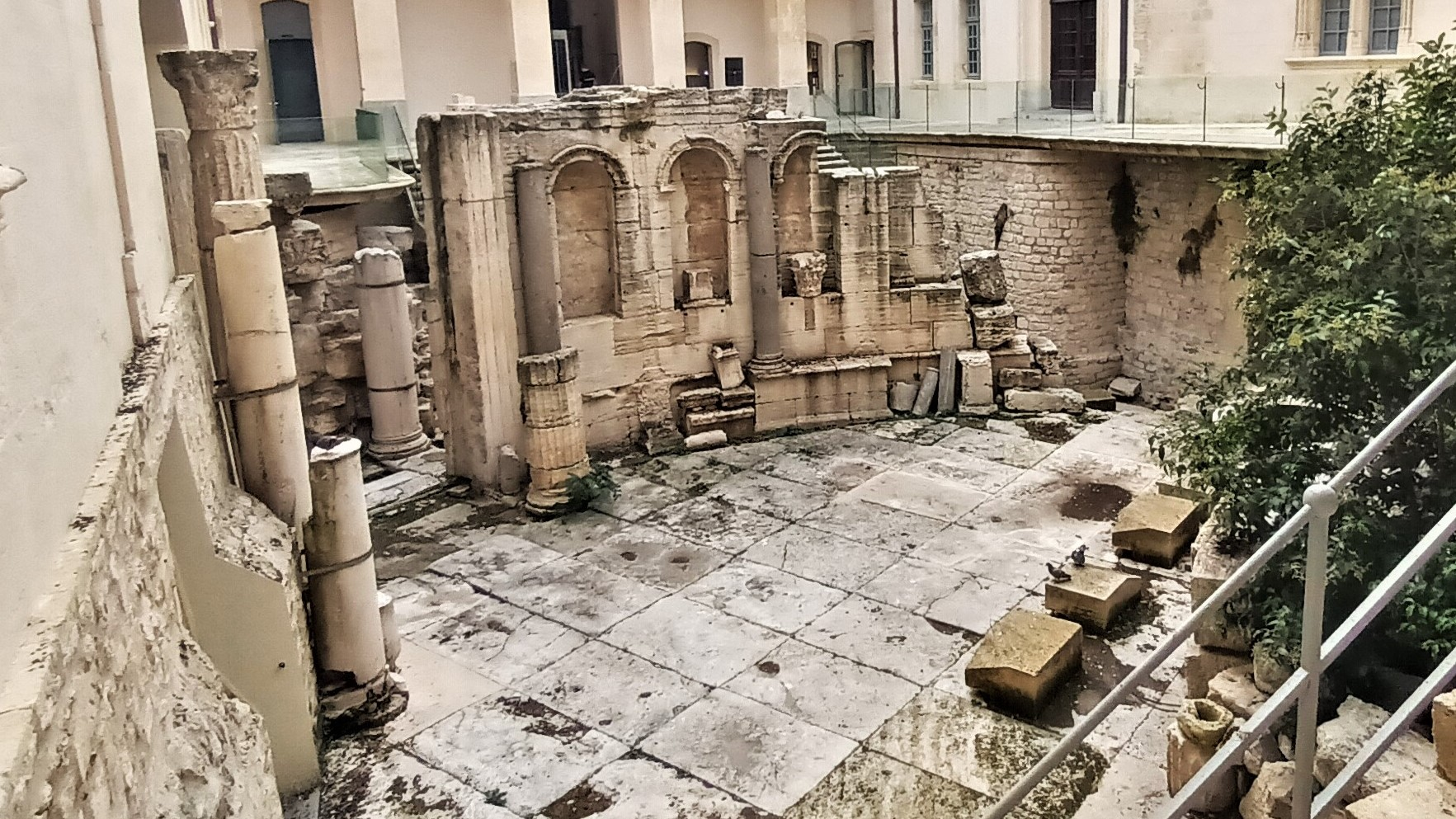
Monument à exèdre dans la cour du Museon Arlaten.

Vers l'ouest, le forum était jouxté par un espace public situé en contrebas, dont l'extrémité sud est conservée dans la cour du Museon Arlaten. Il s'agit d'une exèdre qui devait avoir son pendant au nord de la place. Le lieu était consacré au culte impérial.

## Protections
L'antique forum d'Arles bénéficie de multiples classements au titre des monuments historiques: classement en 1889 pour les vestiges du forum, classement en 1937 pour les cryptoportiques, et classements en 3 étapes en 1938 pour les restes du forum situés sous les constructions actuelles.

## Place du Forum actuelle
L'actuelle place du Forum ne coïncide pas avec l'emplacement du forum antique. Le forum romain s’étendait plus au sud, derrière les vestiges des deux colonnes ainsi qu'un demi entablement conservés dans la façade de l'Hôtel Nord-Pinus.